# Exeter City Football Club 2014-2015
Questa voce raccoglie le informazioni riguardanti l'Exeter City Football Club nelle competizioni ufficiali della stagione 2014-2015.

## Rosa
| N. |                        | Ruolo | Calciatore          |
| -- | ---------------------- | ----- | ------------------- |
| 2  | Inghilterra (bandiera) | D     | Danny Butterfield   |
| 3  | Inghilterra (bandiera) | D     | Craig Woodman       |
| 4  | Inghilterra (bandiera) | D     | Scot Bennet         |
| 5  | Inghilterra (bandiera) | D     | Pat Baldwin         |
| 6  | Galles (bandiera)      | D     | Christian Ribeiro   |
| 7  | Inghilterra (bandiera) | C     | Liam Sercombe       |
| 8  | Inghilterra (bandiera) | C     | Matt Oakley         |
| 10 | Irlanda (bandiera)     | C     | Jimmy Keohane       |
| 11 | Galles (bandiera)      | C     | Arron Davies        |
| 14 | Inghilterra (bandiera) | C     | Matt Grimes         |
| 15 | Inghilterra (bandiera) | D     | Jordan Moore-Taylor |
| 16 | Inghilterra (bandiera) | C     | Aaron Dawson        |

| N. |                             | Ruolo | Calciatore        |
| -- | --------------------------- | ----- | ----------------- |
| 18 | Irlanda del Nord (bandiera) | A     | Jamie Reid        |
| 20 | Inghilterra (bandiera)      | A     | Tom Nichols       |
| 21 | Inghilterra (bandiera)      | P     | James Hamon       |
| 22 | Inghilterra (bandiera)      | C     | David Wheeler     |
| 25 | Inghilterra (bandiera)      | D     | Connor Riley-Lowe |
| 26 | Inghilterra (bandiera)      | D     | Jordan Tillson    |
| 27 | Inghilterra (bandiera)      | A     | Matt Jay          |
| 28 | Inghilterra (bandiera)      | C     | Jason Pope        |
| 29 | Inghilterra (bandiera)      | A     | Ollie Watkins     |
| 30 | Inghilterra (bandiera)      | P     | Christy Pym       |
| 31 | Irlanda (bandiera)          | C     | Graham Cummins    |